# Jüdische Elementarschule (Baden)
Die jüdischen Elementarschulen waren im 19. Jahrhundert die Konfessionsschulen der jüdischen Gemeinden in Baden. Diese Elementarschulen wurden mit der Einführung der Simultanschulen 1876 aufgelöst.

## Geschichte
Mit dem badischen Judenedikt von 1809 wurde den jüdischen Gemeinden in Baden gestattet, eigene Schulen zu errichten, sofern sie die Kosten dafür übernahmen. Unter dieser Bedingung entstanden in der ersten Hälfte des 19. Jahrhunderts rund 60 jüdische Elementarschulen. Der Oberrat der Israeliten Badens, der sich sehr um die Bildung und neue Berufsausrichtung der badischen Juden bemühte, gab  1824 mit Genehmigung des Großherzogs Regelungen für das jüdische Elementarschulwesen heraus. Der ab 1825 gültige Lehrplan sah folgende Fächer vor: Deutsches und hebräisches Lesen, Schreiben, Rechnen, Religionsgrundlagen, biblische Geschichte, Deutsch, Hebräisch, Geographie, Geschichte, Naturlehre, Zeichnen und Gesang. Außer im Religionsunterricht wurden die offiziellen Lehrbücher der christlichen Schulen übernommen. Jüdische Studenten konnten ab 1825 als Externe am Lehrerseminar Karlsruhe zugelassen werden und somit wurde die Lehrerausbildung auch der jüdischen Lehrer verbessert. Die Schulpflicht erstreckte sich in Baden seit 1832 vom 6. bis nach Vollendung des 13. Lebensjahres für Mädchen und bis Vollendung des 14. Lebensjahres für Jungen.
Die landesherrliche Verordnung von 1834 über die Einrichtung der Elementarschulen bestimmte jetzt als Oberschulbehörde für die jüdischen Schulen den Oberrat der Israeliten Badens. Jede jüdische Gemeinde, die eine eigene Schule besaß, musste einen Schulvorstand einsetzen. Dieser bestand aus dem Ortsschulinspektor, dem Bürgermeister und den Mitgliedern des Synagogenrates. Die Lehrer wohnten den Sitzungen nur beratend und ohne Stimme bei. Das 1835 erlassene erste badische Volksschulgesetz regelte die Stellung der Schulen und Lehrer innerhalb der Gemeinden, die Zahl der Lehrer und ihr Einkommen. Ebenso führte es Schulfonds zur Finanzierung der Elementarschulen ein, die hauptsächlich von den jeweiligen jüdischen Gemeinden getragen werden mussten.
Nach einer Blütezeit bis etwa 1860 verlor das jüdische Schulwesen infolge von Landflucht und Auswanderung allmählich an Bedeutung, zumal das assimilierte Judentum die allgemeinen öffentlichen Schulen in den größeren Städten bevorzugte. 1868 existierten in Baden nur noch 47 jüdische Elementarschulen mit 1983 Schülern und 50 Lehrern. Deshalb sollte das Elementarunterrichtsgesetz von 1868 es den politischen Gemeinden ermöglichen, die am Ort bestehenden Bekenntnisschulen in eine Gemeinschaftsschule zu verschmelzen. Die Stadt Mannheim machte 1870 als erste Gemeinde davon Gebrauch. Trotzdem gab es 1876 noch 28 jüdische Elementarschulen und 109 Religionsschulen, die von 3945 jüdischen Kindern besucht wurden.
1876 wurden in Baden die Konfessionsschulen, auch die christlichen, von Simultanschulen abgelöst. Der gesamte Unterricht, ausgenommen die Religionsstunden, wurde gemeinsam erteilt.

## Liste der jüdischen Elementarschulen
- Altdorf, Schmieheimer Straße (1835 bis 1876, bis in die 1920er Jahre als Religionsschule)[1]
- Berwangen (bis 1876)
- Billigheim (1835 bis 1876)
- Breisach am Rhein (1835 bis 1876)
- Bretten (1835 bis 1876)
- Bruchsal (bis 1876)
- Buchen (1834 bis 1876)
- Bühl (1827 bis 1876)
- Diersburg (1830 bis 1876)
- Eichstetten (bis 1876)
- Eichtersheim (1837 bis 1876)
- Emmendingen (1830 bis 1876)
- Eppingen (1825 bis 1868)
- Feudenheim (1841 bis 1876)
- Flehingen (bis 1876)
- Gailingen am Hochrhein (1815 bis 1876)
- Gemmingen (bis 1876)
- Hainstadt (1820 bis 1869)
- Heidelsheim (1838 bis 1876)
- Hemsbach (bis 1872)
- Hochhausen
- Hockenheim (1820er bis 1843)
- Hoffenheim (1841 bis 1876)
- Ilvesheim (1835 bis 1870)
- Impfingen (bis 1876)
- Karlsruhe (1816 bis 1876)
- Kippenheim (1835 bis 1876)
- Kirchen (bis 1876)
- Königheim (bis 1876)
- Külsheim (bis 1876)
- Kuppenheim
- Ladenburg (bis 1868)
- Leutershausen (1858 bis 1876)
- Lichtenau (nach 1808 bis 1876)
- Lörrach
- Malsch bei Wiesloch
- Malsch bei Karlsruhe (bis 1876)
- Mannheim (1821 bis 1870)
- Menzingen (bis 1876)
- Merchingen (bis 1876)
- Michelfeld (bis 1876)
- Mosbach (1830 bis 1876)
- Müllheim (1828 bis 1876)
- Münzesheim (bis 1876)
- Neckarbischofsheim (bis 1876)
- Neidenstein (bis 1876)
- Nonnenweier (1833 bis 1876)
- Pforzheim (1832 bis 1876)
- Randegg (1815 bis 1876)
- Reilingen (bis 1876)
- Rust (1833 bis 1876)
- Schluchtern (1852 bis 1868)
- Schmieheim (1828 bis 1876)
- Sennfeld (bis 1876)
- Sulzburg (1795 bis 1876)
- Tauberbischofsheim (ab 1830er)
- Tiengen (1827 bis 1876)
- Untereubigheim (bis 1876)
- Untergrombach (bis 1876)
- Walldorf bei Heidelberg (1830 bis 1876)
- Wangen (1830er bis 1876)